# Jeremy Antonisse
Jeremy Antonisse (Rosmalen, Países Bajos, 29 de marzo de 2002) es un futbolista de Curazao que juega en la posición de extremo con el Kifisia F. C. de la Superliga de Grecia.

## Selección nacional
A nivel de selecciones menores jugó para Países Bajos en la Copa Mundial de Fútbol Sub-17 de 2019 en Brasil. Como sus parientes son de Curazao, en marzo de 2021 Antonisse fue convocado por primera vez con Curazao para la clasificación de Concacaf para la Copa Mundial de Fútbol de 2022, haciendo su debut internacional el 25 de marzo de 2021 en la victoria por 5–0 sobre San Vicente y las Granadinas. En junio de 2021 estuvo en la lista preliminar de la Copa de Oro de la Concacaf 2021 pero no quedó en la lista final.
En junio de 2025 Antonisse fue convocado para jugar en la Copa de Oro de la Concacaf 2025, donde anotó un gol en el empate 1-1 ante Canadá en Houston.

## Clubes
| Club                    | País         | Año       |
| ----------------------- | ------------ | --------- |
| Jong PSV                | Países Bajos | 2020-2023 |
| PSV Eindhoven           | Países Bajos | 2023      |
| → F. C. Emmenn (cedido) | Países Bajos | 2023      |
| Moreirense F. C.        | Portugal     | 2023-2025 |
| Kifisia F. C.           | Grecia       | 2025-     |